# Баку (футбольний клуб)
Футбольний клуб «Баку» (азерб. «Bakı» Futbol Klubu) — колишній азербайджанський футбольний клуб з Баку, заснований 1997 року. Виступав у азербайджанській Прем'єр-лізі.

## Досягнення
Чемпіонат Азербайджану:
- Чемпіон (2): 2005/06, 2008/09

Кубок Азербайджану:
- Володар кубка (3): 2004/05, 2009/10, 2011/12

## Виступи в єврокубках
| Сезон   | Змагання        | Раунд |            | Клуб                | Вдома | На виїзді   | В сукупності |  |
| ------- | --------------- | ----- | ---------- | ------------------- | ----- | ----------- | ------------ |  |
| 1998–99 | Кубок УЄФА      | 1КР   | Румунія    | Арджеш              | 0–2   | 1–5         | 1–7          |  |
| 2005–06 | Кубок УЄФА      | 1КР   | Словаччина | Жиліна              | 1–0   | 1–3         | 2–3          |  |
| 2006–07 | Ліга чемпіонів  | 1КР   | Грузія     | Сіоні               | 1–0   | 0–2         | 1–2          |  |
| 2007    | Кубок Інтертото | 1КР   | Молдова    | Дачія Кишинів       | 1–1   | 1–1 (п 1–3) | 2–2          |  |
| 2009–10 | Ліга чемпіонів  | 2КР   | Литва      | Екранас             | 4–2   | 2–2         | 6–4          |  |
| 2009–10 | Ліга чемпіонів  | 3КР   | Болгарія   | Левські             | 0–0   | 0–2         | 0–2          |  |
| 2009–10 | Ліга Європи     | ПО    | Швейцарія  | Базель              | 1–3   | 1–5         | 2–8          |  |
| 2010–11 | Ліга Європи     | 2КР   | Чорногорія | Будучност Подгориця | 0–3   | 2–1         | 2–4          |  |
| 2012–13 | Ліга Європи     | 1КР   | Словенія   | Мура 05             | 0–0   | 0–2         | 0–2          |  |